# Здравоохранение на Украине
Здравоохранение на Украине — система организации и обеспечения медицинского обслуживания населения Украины.

## Общая ситуация
В 1991 году в связи с распадом Советского Союза Украина унаследовала разветвлённую и хорошо структурированную систему здравоохранения Украинской ССР, которая была создана на основе идей академика Николая Александровича Семашко. После получения независимости и обрушения экономики стало очевидно, что страна не способна содержать такой сложный комплекс учреждений и институций самостоятельно, и в результате возникла необходимость передачи финансовых и административных полномочий на региональный уровень. В такой модели региональные и местные власти должны самостоятельно управлять объектами здравоохранения на своей территории, функционально оставаясь в подчинении общеукраинского Министерства здравоохранения.
Под управлением Министерства здравоохранения Украины функционирует ядро украинского здравоохранения. На региональном уровне его политика воплощается местными институциями здравоохранения, которые несут ответственность перед министерством и занимаются учреждениями общего и специального здравоохранения, а также учреждениями скорой медицинской помощи. Как правило, их администрирование осуществляется региональными, местными или муниципальными властями, а финансирование — из бюджетов соответствующего уровня. Официально эта схема декларирует всеобщий равноправный и бесплатный доступ к своим услугам, однако на практике недостаточное финансирование заставляет украинское население оплачивать лекарства и многие виды обслуживания из своего кармана.
Функционирование украинской системы здравоохранения протекает на фоне комплексного действия различных факторов: страна имеет один из самых высоких уровней смертности в мире (см. смертность на Украине), ежегодно смерти не менее 135 тысяч её граждан носит предотвратимый характер, охват иммунизации населения остаётся недостаточным, высок уровень заболеваемости ВИЧ-инфекцией (см. ВИЧ на Украине), туберкулёзом (см. туберкулёз на Украине) и гепатитом C. Более чем тридцать лет независимости не помогли избавиться от устаревших подходов к здравоохранению советской эпохи, при этом на комплекс застарелых проблем наложился и ряд новых.
После приватизации медицинского сектора на Украине здравоохранение превратилось в одну из самых коррумпированных сфер деятельности в стране (см. коррупция на Украине). На одной только закупке лекарственных препаратов и вакцин Министерство здравоохранения теряло около 100 миллионов долларов США при общем годовом объёме выделенных средств на фармацевтические нужды в 250 миллионов долларов.
Правам населения в украинском здравоохранении не придаётся большого значения, хотя по закону все граждане имеют одинаковые возможности доступа к информации о своём здоровье и о полагающемся для себя медицинском обслуживании. Практическая реализация этого доступа не прозрачна, и пациентам приходится полагаться на личные рекомендации и связи. Систематическая защита прав пациентов отсутствует, также нет специального процедурного механизма по подаче жалоб в рамках системы здравоохранения.
10 февраля 2023 года Reuters процитировал Мишеля Казачкина, члена Комиссии Восточной и Центральной Европы и Центральной Азии по наркополитике, который заявил, что Вторжение России в Украину привело не только к нехватке медикаментов и персонала, но и создал серьёзные угрозы для психического здоровья. Он привёл оценку ВОЗ, согласно которой каждый четвёртый на Украине подвержен риску серьёзных психических заболеваний. По его словам, во время недавнего визита в Днепр он видел десятки украинских военнослужащих, госпитализированных с острой и трагической тревогой, депрессией и психическими расстройствами. По его оценке, кризис в области здравоохранения на Украине распространится и на другие части Восточной Европы и Центральной Азии, отчасти в результате экономических проблем в России, экономика которой тесно связана с экономикой других бывших советских республик.

## История украинской медицины

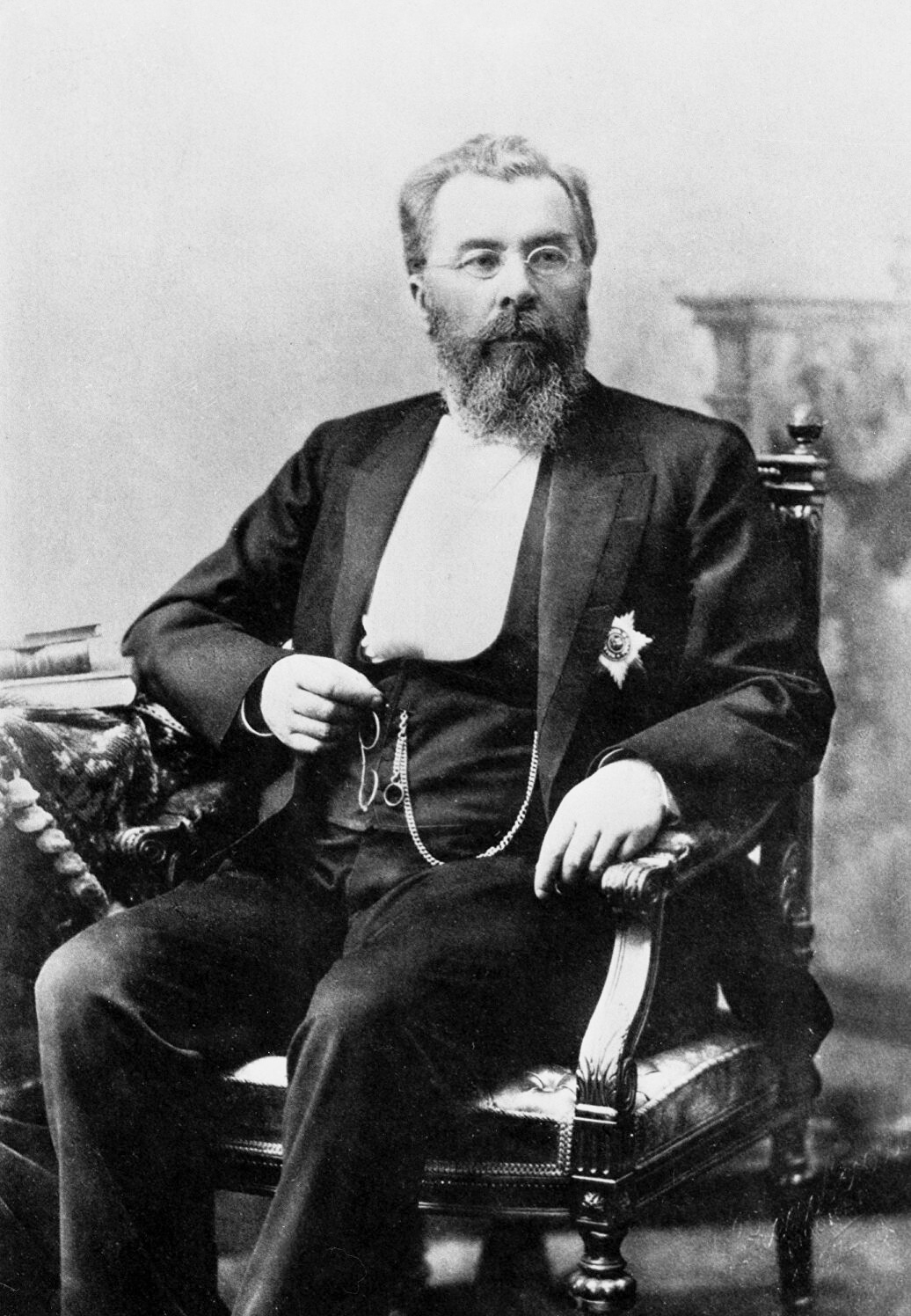
Русский хирург Склифосовский, Николай Васильевич (1836—1904)

Первые больницы на Украине были основаны в 11 веке в Киевской Руси и, как правило, являлись приютами при церквях. 
На протяжении 14-15 веков строились уже предшественники первых настоящих больниц, открывались медицинские школы. 
В 1632 году была основана Киевская Академия, — это стало поворотным этапом в истории украинского здравоохранения. Из стен Академии вышли такие известные ученые и доктора, как эпидемиолог Д. С. Самойлович, акушер Н. М. Амбодик-Максимович, педиатр С. Ф. Шотовицкий, анатом А. М. Шамлонский и многие другие.
В 18-19 веках медицинские отделения сформировались при университетах Харькова, Киева, Львова и Одессы. Число врачей на Украине росло. Во времена Крымской войны (1854—1856 г.г.) был обучен и отправлен в Севастополь первый отряд медсестер. Это и стало предпосылкой появления организации «Красный крест».

В 1886 году открылась первая бактериологическая станция в Одессе. Здесь работали известные ученые И. И. Мечников и Н. Ф. Гамалея.
Несмотря на то, что в дореволюционной России были все условия для успешного развития медицины, многие авторитетные деятели работали именно на территории Украины: В. Р. Овразитов и М. Д. Страженко, совершившие прогресс в области кардиологии, были основателями Киевской школы терапевтов, академик В. П. Филатов основал в Одессе институт глазных болезней. Огромный вклад в украинское здравоохранение сделали О. Ф. Шимановский и Н. В. Склифосовский.

### Украинская медицина в досоветский период

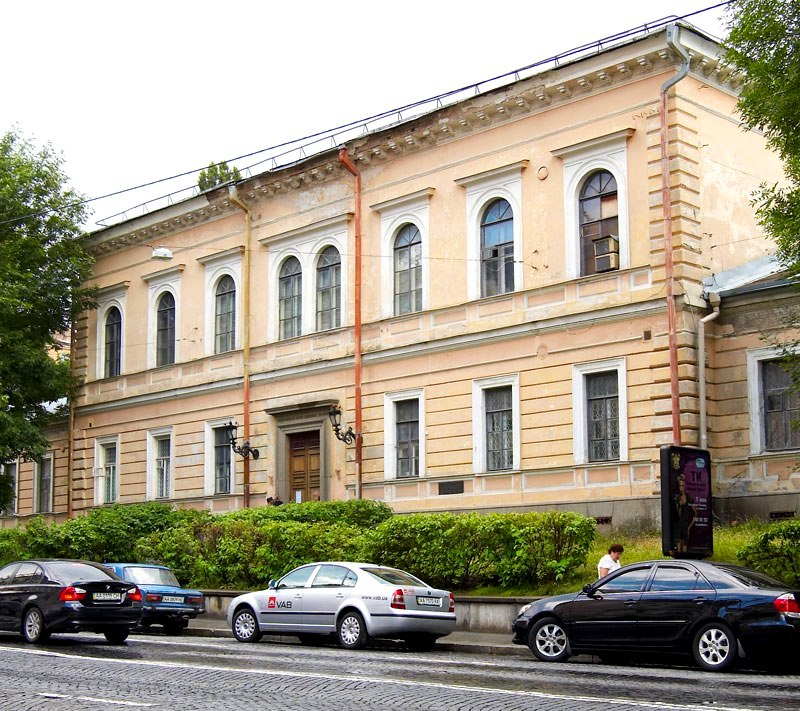
Национальный музей медицины Украины, Киев, ул. Б.Хмельницького

От Февральской и Октябрьской социалистической революций 1917 года до окончательного установления советской власти во второй половине 1920 года Украина, превратившаяся в арену не только гражданской войны, но и иностранной интервенции, неоднократно переходила от одной общественно-политической силы к другой, что приводило к двоевластию. За это же короткое время Украина пережила несколько этапов своей государственности, каждый из которых характеризовался своими особенностями построения центральных органов управления здравоохранением.
Первый из них — период правления Украинской Центральной Рады (17 марта 1917 — 29 апреля 1918 г.). Формируя собственные управленческие структуры, Центральная Рада по части управления медико-санитарным делом сначала подражала примеру Временного правительства России, которое провозгласило своим высшим медико-административным органом Центральную врачебно-санитарную Раду. Результатом этого стало создание в Киеве Краевой (то есть украинской государственной) врачебно-санитарной Рады — первого органа управления медико-санитарным делом автономной Украины.
15 октября 1917 года была принята резолюция, в которой указывалось, что «все врачебно-санитарное устройство должно базироваться на тех же, наработанных общественным медицинским мнением, демократических основах, на которых ранее строилась земская медицина».
Основными её принципами были бесплатная медицинская помощь, её общедоступность, профилактическая направленность, участие общественности в построении системы медико-санитарной помощи, а в отрасли управления — принцип самоуправления, который Украинская Центральная Рада и сочла целесообразным внедрить на территории автономной Украины.
После провозглашения независимости Украинской Народной Республики (УНР), в структуре нового правительства — Совета Народных Министров, был основан Департамент здравоохранения, первым директором которого стал Б. П. Матюшенко. Впоследствии Департамент возглавил Евмен Лукасевич, получивший медицинское образование во Львове, Вене и Цюрихе. Однако в связи с изменением политической ситуации, обусловленной гражданской войной, Департамент здравоохранения, как орган управления, фактически не приступил к своей деятельности и не смог внести ничего нового в управление медико-санитарным делом.
Второй этап (29 апреля — 18 декабря 1918 г.) в формировании центральных органов управления здравоохранением относится к периоду правления гетмана П. П. Скоропадского после падения УЦР в конце апреля 1918 г.
Непосредственно в управлении медико-санитарным делом наблюдался возврат к дореволюционным формам: восстановлением деятельности городских управ с «отделами народного здравия», губернских и уездных земских управ с санитарными бюро. Но для истории управления украинской медициной период гетманата особенно знаменит тем, что именно это правительство впервые в истории Украины в начале мая 1918 г. основало собственный национальный орган централизованного управления медицинским делом на правах министерства — Министерство Народного Здоровья и Попечительства. Первым министром здравоохранения Украины стал Всеволод Любинский, фармаколог.
Приведенные исторические данные свидетельствуют, что каждое из правительств Украины периода основания украинской государственности старалось решать проблемы управления медицинским делом, но в условиях гражданской войны, значительных разрушений медико-санитарной сети и эпидемий они ограничивались, в основном, очередными его реформами, которые в то сложное время не могли достичь поставленной цели.
В Западноукраинской Народной Республике (ноябрь 1918 г. — ноябрь 1919 г.) высшим медико-административным органом стал Государственный секретариат здоровья, который возглавлял воспитанник Венского университета, врач и общественный деятель Галиции Иван Куровец. После падения УНР (ноябрь 1920 г.) её представители в эмиграции (Польша, Тарнов) в феврале 1921 г. сформировали Совет Республики, как временный верховный орган народной власти («правительство в изгнании»), который просуществовал до августа 1921 г..

### Медицина в Украинской ССР
После создания Советского Союза в 1922 году, возник вопрос координации мероприятий в отрасли здравоохранения всех республик Союза ССР. На ІІ Всеукраинском съезде здравотделов (1923 г.) было подчеркнуто о необходимости уделять внимание созданию сети поликлиник, женских и детских консультаций, расширению профилактических мероприятий не только в деятельности санитарных врачей, но и врачей лечебного профиля. Поликлиникам придавалось все большее значение в организации лечебно-профилактической помощи населению.
Большие трудности вызвало налаживание санитарного состояния городов и поселков Украины, что объясняется разрухой в годы гражданской войны.
Тогда были приняты безотлагательные меры по созданию санитарной организации. Привлечение старых специалистов к сотрудничеству с советскими органами здравоохранения на первых порах вызвало организованное сопротивление среди некоторой части врачей, которая призывала к саботажу народной охраны здоровья. Но все же большинство представителей медицинской интеллигенции без колебаний стали сотрудничать с органами советской власти с целью подготовки и воспитания новых кадров медицинских работников, так необходимых молодому государству.
С 1928 года на Украине начала стремительными темпами развиваться сеть санитарно-эпидемиологических станций. К началу 1941 года система охраны здоровья Украинской ССР насчитывала 29 000 врачей и 91 000 средних медработников.
Тяжелый период для развития украинской советской медицины пришёлся на времена правления И. В. Сталина. На выдающихся ученых «доброжелатели» писали клевету и доносы, им было запрещено заниматься научными исследованиями. Были закрыты научные институты, в частности, Украинский институт охраны здоровья в Харькове. Также было запрещено вести статистический учёт заболеваемости и смертности людей, что лишило науку её основы — факта. На замену фундаментальным социально-медицинским исследованиям 20-х годов — изучению заболеваемости и смертности на Украине в конце ХІХ — в начале XX столетий, социально-гигиенической характеристике украинского села и другим, пришли панегирические исследования 40—50 и более поздних лет, которые прославляли решения партии и правительства касательно здравоохранения и иллюстрировали успехи выполнения этих решений безустанным ростом врачей и койко-мест в больницах.
В годы Второй мировой войны медицинские работники Украины поспособствовали укреплению обороноспособности Красной армии, партизан, обеспечивали эффективную систему эвакуации и лечения раненных и больных воинов, предоставляли квалифицированную медицинскую помощь широким слоям населения.
Внушительным показателем высокой действенности военно-медицинской службы Красной армии и общественных органов охраны здоровья является возвращение в строй 72 % раненных и 90 % больных солдат.
После завершения войны была проведена огромная работа по восстановлению материально-технической базы охраны здоровья и деятельности медицинских учреждений на Украине. Уже в начале сентября 1945 года на территории Украины функционировало 4780 амбулаторно-поликлинических учреждений, более 800 санитарно-эпидемиологических станций, около 6700 фельдшерских и фельдшерско-акушерских пунктов, учреждений охраны матери и ребёнка, аптечная сеть. Восстановили свою деятельность практически все сельские врачебные участки.
Если к началу 1945 года в лечебно-профилактических учреждениях Украины работало около 15 000 медработников, то уже к концу 1950-го их было 48 600 врачей и 136 400 человек среднего медицинского персонала. В результате выполнения задач, поставленных правительством перед органами здравоохранения, в медицинских учреждениях Украины в начале 70-х годов работало 157 100 врачей, то есть на каждые 300 жителей республики предполагался один врач и три специалиста среднего медперсонала. Также в то время были созданы специализированные бригады скорой медицинской помощи. Автомобили были оснащены новейшей техникой.
С целью улучшения педиатрической помощи сельским детям, в 1971—1975 гг. центральные районные больницы и сельские участковые амбулатории были укомплектованы врачами-педиатрами.

### Медицина современной Украины
После провозглашения независимости Украины перед министерством здравоохранения были поставлены задачи организации здравоохранения независимого государства в условиях экономического кризиса. Возникла потребность в реформировании отрасли согласно новым экономическим условиям и в разработке соответствующего медико-санитарного законодательства.
С момента вступления Украины на путь независимости и до сегодняшних дней, медицинская отрасль характеризуется недостаточным финансированием и ресурсным обеспечением.
До последнего времени в стране действовала модель первичной медицинской помощи, которая сложилась ещё в 20-30-е годы XX века под давлением объективных обстоятельств того времени — экономической разрухи и бушующих эпидемий инфекционных заболеваний (тифа, туберкулеза, трахомы, сифилиса и др.). Для решения первоочередных проблем медицинского обслуживания создавались специальные медицинские структуры (детские и женские консультации, диспансеры, медико-санитарные части). Остальному населению помощь оказывалась по остаточному принципу. В те годы, пожалуй, только таким способом можно было сосредоточить крайне ограниченные ресурсы на главных задачах, без решения которых можно было потерять страну. Впоследствии экономическая и эпидемиологическая ситуация изменилась, а созданные структуры закрепились.
В результате большая часть населения страны перестала доверять отечественной медицине. По данным опроса Киевского международного института социологических исследований в 2006 году, система здравоохранения Украины неэффективно удовлетворяет потребности населения — около 40 % опрошенных в случае заболевания стараются не обращаться к врачам за профессиональной помощью из-за высокой стоимости услуг и низкого качества медицинской помощи. Отсюда и вытекают все негативные последствия: высокий уровень смертности (16,3 на 1 тыс. чел.), отрицательный прирост населения (-5,7 на 1 тыс. чел), низкая продолжительность жизни (треть украинцев умирает преждевременно в возрасте до 65 лет, и, приблизительно, половину смертей в возрасте до 75 лет можно было бы избежать при наличии должной профилактики и лечения) и отсутствие признаков преодоления эпидемий туберкулеза и ВИЧ/СПИДа.
В 2008—2010 годах были сделаны определённые шаги, касающиеся внедрения системных реформ в здравоохранении: был утвержден Национальный план развития системы здравоохранения в 2008—2010 годах, подготовлена и передана в Верховную Раду Украины новая редакция Основ законодательства здравоохранения на Украине, утверждена Концепция развития первичной, медико-санитарной помощи на основании семейной медицины, подготовлены проекты законодательных актов, касающихся учреждений здравоохранения и системы обязательного медицинского страхования.
Но, несмотря на это, остается острым вопрос реформирования системы, внедрения начала семейной медицины как новой формы медико-социальных и экономических отношений, организации рациональной системы медикаментозного и материально-технического обеспечения.
Реформирование медицинского образования даст, в итоге, возможность вывести отрасль здравоохранения Украины на уровень развитых государств.

## Реформа здравоохранения на Украине

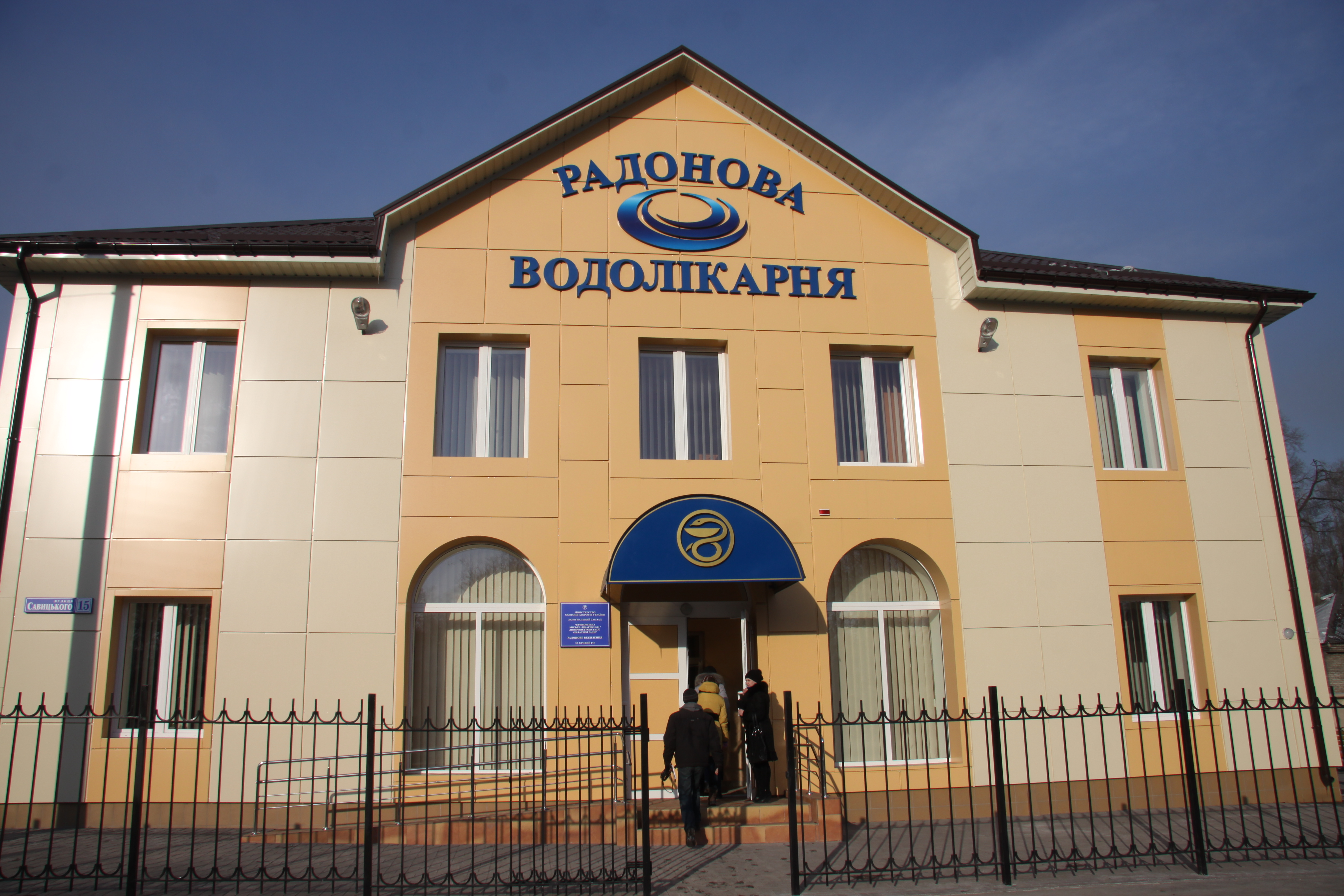
Криворожская городская больница № 11. Радоновая водобольница

Реформирование здравоохранения основывается на законе Украины «О порядке проведения реформирования системы здравоохранения в Винницкой, Днепропетровской, Донецкой областях и городе Киеве» от 07.07.2013 года.
В рамках программы «Украина для людей. Здоровье людей — уверенное будущее», экс-президент Виктор Янукович в июле 2011 года подписал закон о реформировании системы здравоохранения, где были определены пилотные регионы, в которых в течение 2011—2014 годов произойдет организационная и функциональная перестройка системы здравоохранения. Такими пилотными регионами стали Винницкая, Днепропетровская, Донецкая области и город Киев.
Новый курс развития медицины направлен на оказание качественной бесплатной медицинской помощи, создание института семейных врачей и государственный контроль за качеством медицинских услуг.
Введено понятие страхового стажа, который приравнивается к трудовому. Это первый шаг к реализации проекта по внедрению страховой медицины на Украине.

### Цель, принципы и задачи реформы
Главная цель реформы — улучшение здоровья населения, увеличение продолжительности жизни украинцев на 1,5 года с 2012 по 2014 гг., обеспечение равного и справедливого доступа к медицинскому обслуживанию, повышение качества здравоохранения на Украине.
Реформирование медицины строится по принципам того, что ни одно из реально существующих учреждений здравоохранения не будет закрыто, при трансформации медицинских учреждений уровень зарплаты медсотрудников будет увеличен, и каждый из них сможет сохранить за собой рабочее место.
Задачи реформирования системы здравоохранения:
- Улучшение качества медицинских услуг: создание эффективной системы экстренной и скорой помощи, создание региональной системы семейной медицины, создание многопрофильных больниц интенсивной помощи, изменение системы оплаты труда медработников.
- Улучшение доступности медицинских услуг: разграничение первичной, вторичной и третичной помощи, развитие института семейного врача.
- Увеличение эффективности использования ресурсов: распределение ресурсов в соответствии с реальной потребностью населения, формирование системы единых тарифов для всех граждан Украины, переход к самостоятельному перераспределению средств медучреждениями.
- Создание стимулов здорового образа жизни: развитие инфраструктуры для массовых занятий спортом и активного отдыха.

### Внедрение европейских принципов
Для большинства развитых стран первичная медико-санитарная помощь остается ориентиром при формировании политики в области здравоохранения. Как показывает опыт наиболее успешных, с точки зрения организации медицинского обслуживания государств (Франция, Канада, Израиль, Германия, Дания), первичная помощь должна: предоставляться семейными врачами, а при их нехватке — терапевтами, педиатрами, акушерами-гинекологами, быть отделена от вторичной помощи (узкопрофильных специалистов), быть приближенной к месту жительства, что обеспечивается разветвленной сетью амбулаторий, носить децентрализованный характер, что уменьшает очереди и вероятность внутриучрежденческого заражения инфекционными заболеваниями, быть удобной для получения медицинской помощи (график работы/приема должен формироваться на основании изучения спроса пациентов), выполнять контрольно-пропускную функцию, то есть врачи первичной помощи должны направлять пациентов к узкопрофильным специалистам с целью формирования правильного маршрута пациента, снижения вероятности излишних вмешательств, осуществление которых может сопровождаться негативными последствиями для здоровья, обеспечивать участие пациентов в процессе выбора врача первичного звена, мотивировать медицинский персонал к интенсивной и качественной работе путём использования механизмов финансирования первичной помощи.
Сейчас в Европе на уровне семейной медицины решается порядка 80 % всех случаев обращений к врачу. Лидирующие места этих стран в рейтинге Всемирной организации здравоохранения (ВОЗ) наглядно подтверждают эффективность такой организации медицинской помощи. К примеру, французская система здравоохранения, в которой зарегистрировано более 65 тысяч семейных врачей, закрепляет строгий порядок получения медицинских услуг. Любая медицинская помощь, кроме экстренной, проводится только после обращения пациента к семейному врачу. Купить лекарство также можно только по его назначению, так как большинство препаратов продается по рецепту. В результате семейные врачи во Франции обеспечивают медицинскую помощь каждому, независимо от уровня доходов (дополнительное финансирование системы здравоохранения проводится за счет государства), а французская медицинская система занимает первое место рейтинга ВОЗ.
В концепции первичной медико-санитарной помощи, представленной в докладе Всемирной организации здравоохранения в 2008 г. «Первичная медико-санитарная помощь. Сегодня актуальнее, чем когда-либо», указано, что
- учреждение по оказанию первичной медико-санитарной помощи служит тем местом, куда могут прийти люди с широким кругом проблем со здоровьем, а не только с ограниченным кругом нескольких «приоритетных болезней»;
- учреждение первичной медико-санитарной помощи является центром, откуда при необходимости пациенты направляются в различные службы системы здравоохранения;
- первичная медико-санитарная помощь облегчает установление постоянных контактов между пациентами и практикующими врачами, в рамках которых пациенты участвуют в процессе принятия решений, касающихся их здоровья и медицинской помощи; она позволяет навести мосты между индивидуальным медобслуживанием и семьями пациентов, а также их общинами;
- первичная медико-санитарная помощь не ограничивается только лечением наиболее распространенных заболеваний, а открывает возможности для профилактики болезней, пропаганды здорового образа жизни и для ранней диагностики заболеваний;
- для оказания первичной медико-санитарной помощи требуются бригады медицинских работников: врачей, практикующих медсестер и специалистов, имеющих специальную и современную подготовку в области социальной работы;
- первичная медико-санитарная помощь должна быть обеспечена надлежащими ресурсами и инвестициями, и в этом случае она может гарантировать лучшее соотношение цены и качества, чем альтернативные подходы.

По такому принципу проходит процесс реформирования здравоохранения и на Украине. К примеру, в Киеве первым шагом в этом направлении стало увеличение финансирования отрасли первичной медико-санитарной помощи.
Днепропетровская область в вопросе модернизации здравоохранения применила проектный подход. Модель управления проектом «Модернизация здравоохранения» Днепропетровская область презентовала в мае 2011 года. Были созданы медицинские учреждения нового типа, внедрены прогрессивные формы медицинского обслуживания.
Впервые на Украине региональный проект разрабатывался комплексно, по европейскому образцу, с привлечением международных экспертов, опираясь на лучший мировой опыт. К разработке проекта были привлечены консультанты мирового уровня — компания «Deloitte», сотрудники которой имеют опыт реализации медицинских проектов в десятках стран.

### Модель системы здравоохранения на Украине

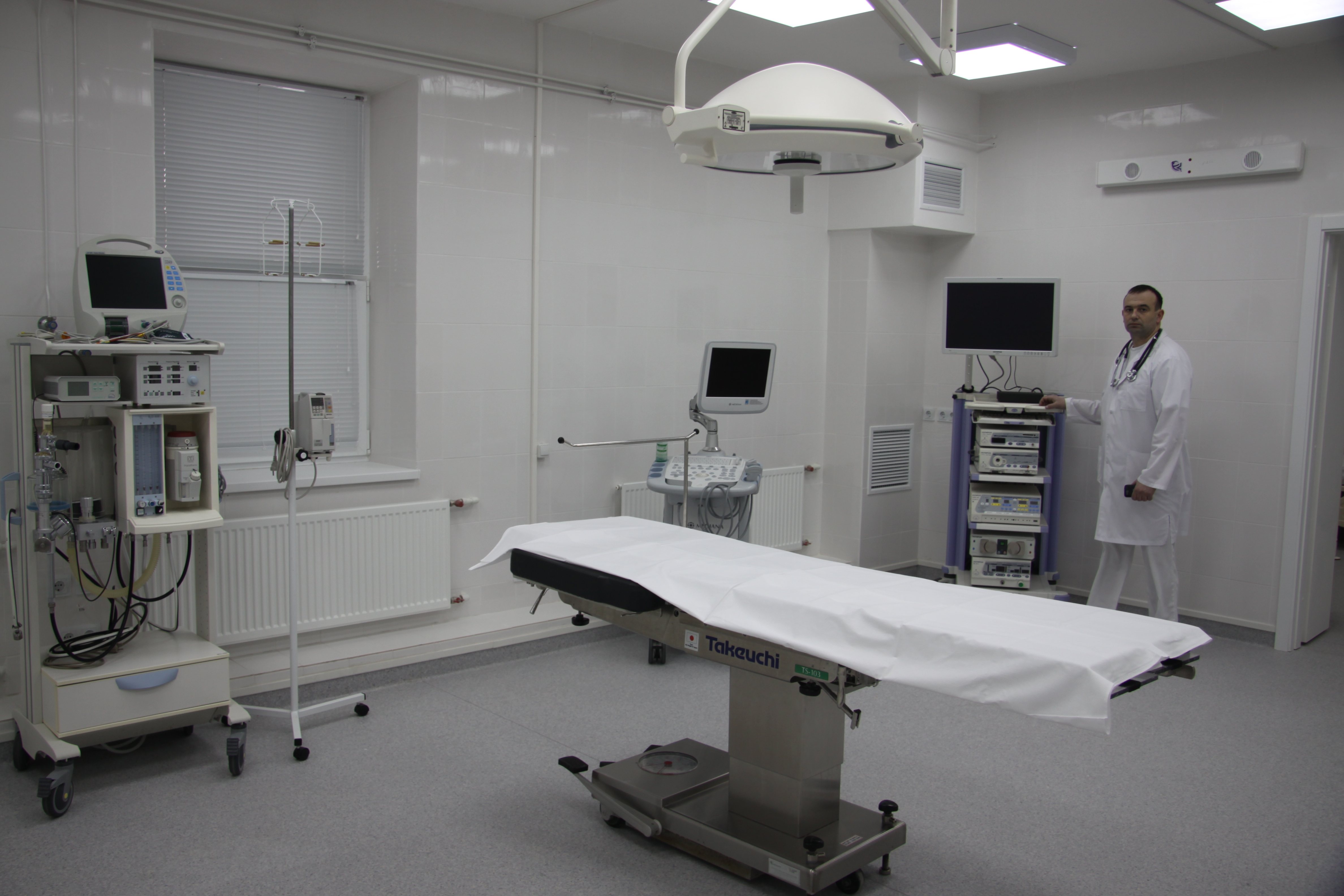
Ургентный операционный блок главного корпуса Днепропетровской областной детской клинической больницы

Согласно реформе, система здравоохранения теперь разделяется на четыре уровня медицинской помощи — первичную (институт семейной медицины), вторичную (специализированную), третичную (высокоспециализированную) и экстренную.
Раньше такое разделение на Украине существовало лишь фактически и на практике не использовалось. Поэтому между этими уровнями медицинской помощи не существовало четкой схемы взаимодействия. Внедрение института семейной медицины не просто делает первичную медпомощь ближе населению, но и совершенствует её качество, так как врачи первичного уровня обслуживают всю семью — от ребёнка до людей пенсионного возраста.

#### Система первичной медицинской помощи
Центры первичной медико-санитарной помощи (ЦПМСП) состоят из фельдшерско-акушерских пунктов, амбулаторий семейной медицины и медпунктов. ЦПМСП руководят этими подразделениями, распределяют медикаменты и медицинское оборудование. Подразделения центров первичной помощи занимаются лечением и профилактикой наиболее распространенных заболеваний.
В ходе реформирования происходит оснащение центров и их подразделений новым оборудованием, транспортом, а также ведется подготовка и переподготовка врачей общей практики (терапевтов и педиатров) в семейных врачей — одна из первоочередных задач реализации реформы системы здравоохранения.
Институт семейной медицины
В основном, первичную медицинскую помощь оказывают амбулатории семейной медицины, которые создаются на базе участковых больниц, поликлиник, сельских лечебных амбулаторий и фельдшерско-акушерских пунктов. Главным звеном этой отрасли является семейный врач. Именно к нему обращаются люди в первую очередь со своими проблемами. Семейный врач — это врач, который может дать комплексную оценку общему состоянию здоровья и назначить лечение с учётом всех симптомов больного. В круг его обязанностей также входит проведение диспансеризации, регулярных профилактических осмотров и т. д. К примеру, больному прописали рекомендации, а за их выполнением никто не следит. Теперь контролирует это непосредственно семейный врач. Благодаря тому, что семейный врач наблюдает за всей семьей (взрослыми и детьми) на протяжении всей их жизни, он может своевременно обнаружить серьёзные заболевания и определить их ещё на ранних стадиях. Такой врач ни в коем случае не заменяет врачей узких специальностей — хирурга, эндокринолога, кардиолога и др. Все специалисты узких профилей продолжают работать в консультативно-диагностических центрах и оказывают помощь населению. Задача семейного врача — обозначать маршрут пациента и как можно быстрее направлять его на необходимый осмотр к специалисту. Также семейный врач обучает население самостоятельным онкоосмотрам и профилактическим мероприятиям.
Семейный врач — это не фельдшер и не терапевт. Программа, по которой сейчас обучают в медицинских ВУЗах семейных врачей, включает 16 разных специальностей в том количестве, которое необходимо для предоставления первичной помощи.
Сейчас системно решается вопрос подготовки и переподготовки квалифицированных специалистов по семейной медицине. К примеру, в Днепропетровском регионе на базе Днепропетровской государственной медицинской академии уже работает научно-методический центр по вопросам общей практики — семейной медицины.
Декларацию за детей до 14 лет подписывают родители. В таком случае нужны документы отца, или матери и свидетельство о рождении ребёнка.
По Закону Украины «О порядке проведения системы реформирования здравоохранения в Винницкой, Днепропетровской, Донецкой областях и городе Киеве» врачи-специалисты реорганизованных учреждений здравоохранения пилотных регионов, которые трудоустроились на должности врачей общей практики — семейной медицины, проходят соответственную подготовку бесплатно и в первоочередном порядке.

#### Система вторичной медицинской помощи
Вторичную (специализированную) медицинскую помощь оказывают в амбулаторных или стационарных условиях в плановом или экстренном случаях, она предусматривает предоставление больным консультации, проведения диагностики, лечения, реабилитации и профилактики заболеваний, травм, отравлений, патологических и физиологических состояний врачами соответствующей специализации. Вторичная медицинская помощь предоставляется в стационарных условиях многопрофильными больницами, больницами реабилитационного, планового лечения, специализированными медицинскими центрами и т. д.
К 2018 году было образовано около 100 госпитальных округов.
Разделение медицинских учреждений по профилю происходит путём перепрофилирования существующих больниц.
Маршрут пациента, который нуждается в оказании вторичной помощи, формирует семейный врач. Именно он выявляет болезни и отправляет больного к узкому специалисту. Такая система значительно ускоряет процесс лечения.

#### Система третичной медицинской помощи
Третичную (высокоспециализированную) помощь оказывают в стационарных условиях в плановом порядке либо в экстренных случаях. Третичная помощь предусматривает предоставление больным тех же медицинских услуг, что и вторичная, только с использованием высокотехнологического оборудования и высокоспециализированных медицинских процедур более высокой сложности. Оказание третичной медицинской помощи осуществляется высокоспециализированными многопрофильными или однопрофильными учреждениями здравоохранения.

#### Экстренная и скорая медицинская помощь
Реформирование в системе скорой медицинской помощи заключается в обеспечении своевременного приезда на вызов скорой помощи. Цель реформы сделать так, чтобы в городах время поездки машин скорой помощи не занимало больше 10 минут, в сельской местности — соответственно 20. Для этого все структуры скорой и экстренной помощи, которые раньше были подразделениями различных больниц, теперь выведены из структур этих медучреждений и объединены в Единый Центр экстремальной медицины и медицины катастроф. Все вызовы адресуются в единую диспетчерскую, оснащенную архиваторами речи. Все те, кто принимают звонки, в обязательном порядке, должны иметь медицинское образование.
Также ведется увеличение количества бригад и отправных базовых пунктов скорой помощи. Кроме того, теперь вся система скорой и неотложной помощи выстроена по принципу экстерриториальности. То есть, если раньше на вызов к больному приезжала скорая только из того района, в котором он находится, вне зависимости от места положения базового пункта, то теперь на вызов приезжает скорая из ближайшего пункта базирования.
«Скорая» и «неотложная» помощь — не слова синонимы. Неотложной помощью занимаются врачи первичного уровня. Это оказание помощи при состояниях, не угрожающих жизни, например, обезболивание онкобольных, обслуживание больных с хроническими заболеваниями и пр.
Скорую помощь оказывают в критических состояниях, которые угрожают жизни, к примеру, инфарктах, инсультах и других чрезвычайных ситуациях.
Также происходит модернизация оборудования автомобилей скорой помощи. Например, в Днепропетровской области автомобили скорой уже оснащены системой GPS-навигации и мобильной связью.

### Система финансирования здравоохранения
Первичная медицинская помощь финансируется за счет местных бюджетов (городских, районных). Вторичная, третичная и экстренная — из областного бюджета.
Реформирование медицинской отрасли подразумевает также и увеличение финансирования всех структур здравоохранения.
Например, в пилотной Винницкой области расходы областного бюджета на здравоохранение составили 650 млн. 217 тыс. грн.
В Днепропетровской области в 2012 году на обеспечение оказания вторичной и скорой медицинской помощи областным бюджетом утверждены расходы на сумму 1 млрд. 286, 5 млн грн., из них общий фонд — 1 млрд 278, 5 млн грн. (зарплата — 71,5 %, медикаменты — 7,1 %, питание — 4 %, энергоносители — 10,3 % и остальное — 7,1 %).
Расходы на медикаменты и питание в лечебно-профилактических учреждениях, которые обеспечивают оказание вторичной помощи, приведены везде к единому нормативу на 1 койко-день и увеличены вдвое по сравнению с 2011 годом.
Расходы на 1 койко-день на медикаменты составляют 40 грн., на продукты питания для ветеранов войны — 30 грн.
Расходы на медикаменты профилям на одну койку:
- реанимационные — 60 грн.
- хирургические — 10—25 грн. (в зависимости от объёма и сложности проведения оперативных вмешательств)
- гинекологические — 10 грн.
- для рожениц — 18 грн;
- койки общего профиля — 5—7 грн.

В Донецкой области бюджет на здравоохранение в 2012 году составляет 2 млрд. 300 млн грн., из них 821,5 млн грн. — на зарплату медсотрудникам, 206 тыс. грн. — на поддержание экологии регионов, 151,1 млн грн. — на поддержание медреформы.
В городе Киеве бюджет на здравоохранение на 2012 год увеличен на треть по сравнению с прошлым годом. Расходы на медикаменты в столице составили почти 20 млн грн., на целевые программы — 111 млн грн., на приобретение медицинского оборудования — 11,5 млн грн.

### Общественный контроль
Как и в большинстве развитых стран, любой процесс реформирования — это двухсторонний процесс, где население имеет возможность вести диалог с властью, высказывать свои предложения и пожелания.
Стараясь максимально приблизиться к европейским стандартам демократии, на Украине были созданы специальные организации из различных представителей общественности, которые ведут постоянный контроль за качеством процесса реформирования и принимают в нём непосредственное участие.

#### Создание Гражданской платформы
В одной из пилотных областей (Днепропетровская область) в апреле 2012 года было создано общественное объединение для наблюдения за ходом реформирования здравоохранения — Гражданская платформа. В неё вошли представители областного совета ветеранов, областной организации «Берегиня Украины», областной профсоюзной организации работников здравоохранения Украины и Гражданского совета при Днепропетровской облгосадминистрации, который объединяет ведущие общественные организации.
Целью проекта является налаживание обратной связи между властью и обществом по вопросам, касающимся реформирования медицины в Днепропетровской области.
Гражданская платформа занимается сбором и анализом обращений граждан, формулированием реальных предложений общества по поводу необходимых преобразований в медицинской сфере.

#### Создание наблюдательных советов
Создание Наблюдательных советов при медицинских учреждениях — ещё один способ осуществить контроль за качеством модернизации здравоохранения. Такие советы — общепринятая практика в странах Европы, в США и Канаде. Деятельность Наблюдательных советов основывается на Конституции и законодательстве Украины, а также на решениях и распоряжениях соответствующих органов власти. Наблюдательные советы состоят из представителей от города или района, на территории которых находится больница, представителей от облсовета и самого медучреждения.
Наблюдательные советы были созданы для того, чтобы создать новые высокие социальные стандарты в работе медучреждений, давая независимую и непредвзятую оценку их деятельности. Деятельность советов в первую очередь направлена на улучшение качества медицинских услуг, налаживание обратной связи с получателями этих услуг, защиту интересов пациентов медучреждения, прозрачность использования финансов и многое другое.
В обязанности Наблюдательных советов входят:
- согласование назначения руководства и должностных инструкций главврача — члены советов могут инициировать вопрос о временном отстранении руководителя медицинского учреждения от работы и назначения на это время временно исполняющего обязанности;
- создание штатного расписания и индикаторов эффективности и качества работы медучреждения — члены совета контролируют эффективность программ развития здравоохранения, разрабатывают свои предложения с целью улучшения качества предоставляемых медицинских услуг;
- согласование отчета об использовании средств — члены Наблюдательных советов следят за тем, как используются медучреждениями бюджетные средства, а также участвуют в тендерных комитетах;
- осуществление обратной связи с гражданами через прием и рассмотрение их жалоб и обращений, а также результатов анкетирования — члены Наблюдательных советов должны информировать общественность о деятельности лечебного учреждения.

В полномочия Наблюдательных советов входит право на получение всей информации и документации, касающейся деятельности лечебного учреждения, право заслушивать отчеты руководства учреждения и инициировать собрания трудового коллектива.
Все решения Наблюдательного совета являются обязательными для руководства лечебного учреждения и рекомендательными для распорядителя средств, то есть для управления здравоохранения облгосадминистрации и областного совета.

### Национальные медицинские проекты
Под патронатом Президента Виктора Януковича на Украине проводится национальный проект «Новая жизнь — новое качество материнства и детства».
Основная цель проекта — обеспечить население высококвалифицированной медицинской помощью, создать доступные условия для рождения и выхаживания детей путём организации на Украине сети региональных перинатальных центров.
Первым в стране был открыт перинатальный центр в городе Кривой Рог (Днепропетровская область, декабрь 2011 года), а затем в Кировограде (январь 2012 года), Киеве, Харькове и Донецке.
В июне 2012 года в Днепропетровске открылся новый перинатальный центр, оснащенный ультрасовременным оборудованием. Днепропетровский центр стал одним из лучших на Украине. Таким образом, в Днепропетровской области была создана развитая система перинатальной помощи роженицам, матерям и младенцам.
В рамках реформы уже осуществлен проект «Вчасна допомога», целью которого было обеспечение быстрого приезда бригады скорой помощи по вызову (в городах — 10 минут, в селах — 20 минут).

### Ожидаемые результаты реформирования
В результате проведенных реформ ожидается до 2014 года:
- снизить уровень смертности младенцев на 20 %;
- снизить уровень материнской смертности на 10 %;
- снизить уровень детской инвалидности;
- снизить уровень ранней неонатальной смертности;
- снизить уровень перинатальной смертности новорожденных;
- увеличить численность трудоспособного населения;
- улучшить условия и материально-техническое состояние учреждений, которые оказывают помощь матерям и детям;
- улучшить качество и доступность перинатальной помощи населению;
- повысить престижность труда медработников;
- улучшить репродуктивное здоровье населения.

## Коррупция в здравоохранении
Абсолютное большинство украинских лечебных учреждений страдают от постоянного недофинансирования и нехватки грамотного персонала, а условия, в которых оказывается медицинская помощь, выглядят удручающе. Эффективность украинской медицины в общем случае тоже нельзя назвать удовлетворительной, а уровень коррупции в её системе чрезвычайно высок.   
К примеру, до реформы здравоохранения можно было купить больничный лист с целью незаконного получения больничных выплат В настоящее время больничные листы подвержены жесткому контролю со стороны государства и его органов.   
Коррупция в украинском здравоохранении характеризуется не столько мелкими взятками, сколько более опасными коррупционными проявлениями, такими как, например:
- создание мнимого «дефицита» в вопросах оказания медицинской помощи, когда нуждающиеся в ней лица вынуждены ожидать месяцами, а за определённую плату она оказывается немедленно. При этом сама оплата не гарантирует должное качество услуг.
- постепенная коммерциализация медицинских учреждений, персонал которых состоит не из квалифицированных врачей, а из «коммерсантов от медицины».

Асоциальность коррупции в медицине становится опасностью особого рода, поскольку она негативно сказывается на самой сущности общественных отношений, культивируя в социуме отчаяние, разочарование и безнадёжность. Такая модель коррупционной деятельности воспринимается населением наиболее болезненно потому, что в общественном сознании профессия врача ассоциируется с высокими морально-этическими стандартами: самоотверженностью, бескорыстием, служением людям и т. п. Вид особой кощунственности в этом отношении приобретают медицинские услуги, связанные с устранением риска для жизни пациента, когда у него нет возможности отказаться от неприемлемых в других обстоятельствах требований медперсонала. В связи с этой моделью работы особо мрачную репутацию на Украине имеют родильные дома, наркологические диспансеры и онкологические заведения. Несмотря на то, что отдельные украинские медработники попадаются на вымогательстве и оказываются под следствием, на системном уровне ситуация с поборами в украинской медицине остаётся неизменной.
Кроме этого, в июне 2012 года правозащитные группы обвинили должностных лиц Министерства здравоохранения Украины в хищении денег, которые должны быть использованы для лечения больных СПИДом: лекарства против СПИДа закупались по чрезвычайно завышенным ценам, за что впоследствии получались откаты.
Причиной коррумпированности украинской медицины является несовершенство командно-административной системы управления, которое особенно остро проявляется в вопросах финансового и кадрового обеспечения. Это приводит к росту доли теневой медицины, сдерживает развитие общества и негативно сказывается на морально-этической стороне взаимоотношений поставщиков медицинских услуг с их клиентами.

## Статистика

### Учреждения здравоохранения
На 1 января 2015 года на Украине (без ОРДЛО) насчитывалось
- 1793 больничных учреждения с
- 335 835 больничными койками (78,5 койки на 10 000 жителей)
- 127,3 жителей на 1 больничную койку
- 9773 лечебных амбулаторно-поликлинических учреждения на
- 912 296 посещений амбулаторно-поликлинических учреждений в одну смену (213,4 на 10 000 жителей)
- 198 всех самостоятельных стоматологических поликлиник (в системе МОЗ, без частных)
- 1782 всех учреждения, имеющих в своём составе стоматологические отделения (кабинеты)
- 13 347 фельдшерско-акушерских пунктов (в том числе 13 295 сельских ФАПов)
- 853 фельдшерских пункта
- 1225 женских консультаций, акушерско-гинекологических амбулаторных отделений (кабинетов)
- 1082 детских поликлиники, амбулаторных отделений (кабинетов)
- 74 роддомов (на 10 885 коек)
- 92 детских больничных учреждения

### Медицинские кадры
На 1 января 2015 года на Украине (без ОРДЛО) насчитывалось
- 185 945 врачей[* 2] (43,5 врачей на 10 000 жителей)
  - 36 461 врач терапевтического профиля
  - 27 777 врачей хирургического профиля
  - 11 719 акушеров-гинекологов
  - 11 565 врачей педиатрического профиля
  - 4076 офтальмологов
  - 3432 отоларинголога
  - 6644 невролога
  - 4937 психиатров и наркологов
  - 2415 фтизиатров
  - 3442 дерматовенеролога
  - 4367 рентгенологов и радиологов
  - 545 врачей спортивной медицины
  - 1638 врачей сан-противоэпидемиологической группы
  - 26 806 стоматологов
  - 12 523 семейных врача
  - 27 598 врачей других специальностей
- 378 880 среднего медицинского персонала (медсестёр, фельдшеров, лаборантов и рентген-лаборантов) (88,6 СМП на 10 000 жителей)
  - 275 940 медицинских сестёр
  - 36 721 фельдшер
  - 26 276 лаборантов
  - 19 874 акушерки
  - 8 231 рентгенлаборантов
  - 11 838 других
- 230 жителей приходится на 1 врача
- 113 жителей приходится на 1 среднего медицинского работника

### Финансирование здравоохранения
В 2014 на здравоохранение было потрачено 117,8 млрд грн, что составило 7,42 % от всего ВВП Украины (в среднем в мире в 2012 году — 8,6 %), или 2 743 грн на 1 человека, из них:
- 12,0 % из государственного бюджета
- 39,7 % из местных бюджетов
- 46,0 % из частных (собственных) средств (в среднем в мире — 42,3 %)
- 2,1 % из средств фирм и корпораций
- 0,2 % из зарубежных средств

Средства были распределены на:
- 25,2 % — на стационарное лечение
- 3,0 % — на реабилитационное лечение
- 0,4 % — на дневные стационары
- 16,5 % — на амбулаторное лечение
- 1,3 % — на профилактику и другие медицинские услуги
- 33,9 % — на покупку медикаментов (амбулаторно)
- 5,5 % — на вспомогательные услуги при мед. лечении (транспорт, коммунальные услуги и т. д.)
- 7,9 % — на управление
- 3,8 % — на формирование капитала
- 0,1 % — на длительный сестринский уход, хосписы
- 2,4 % — на другое

Основные расходы бюджетного здравоохранения:
- 63,5 % — оплата труда
- 16,2 % — прочие расходы на производство услуг
- 8,1 % — коммунальные услуги
- 12,2 % — другие расходы

### Общая заболеваемость
- 8 556 896 жителей госпитализировано в больничные учреждения в 2014 году (19,9 % от всего населения), в том числе
- 1 563 269 детей госпитализировано в больничные учреждения в 2014 году (20,6 % от всех детей)
- 11,6 дней — средняя продолжительность стационарного лечения

Структура заболеваемости (в скобках — на 100 000 жителей):
- 26 880 827 впервые зарегистрированных случаев заболеваний в 2014 (62 759)
- 970 636 случаев заболеваемости некоторыми инфекционными и паразитарными болезнями (2266)
  - 25 543 случая активного туберкулёза (60)
  - 19 306 ВИЧ-инфекция (45) (см. ВИЧ на Украине)
  - 6180 случаев гонореи (14)
  - 3674 случая сифилиса (9)
- 362 959 случаев новых новобразований (847)
  - 134 483 случая злокачественных новообразований (314)
- 178 986 болезней крови, кроветворных органов и отдельных нарушений с вовлечением иммунного механизма (418)
- 411 511 болезней эндокринной системы, нарушений пищеварения, нарушения обмена веществ (961)
- 136 782 расстройства психики и поведения (319)
  - 30 920 алкоголиков (см. алкоголизм на Украине)
  - 3791 наркоман и токсикоманов (см. наркомания на Украине)
- 651 329 болезней нервной системы (1521)
- 1 395 075 болезней глаза и придаточного аппарата (3257)
- 1 017 142 болезни уха и сосцевидного отростка (2375)
- 1 879 963 болезней системы кровообращения (4389)
- 11 838 777 болезней органов дыхания (27 640)
- 1 134 952 болезни органов пищеварения (2650)
- 1 570 098 болезней кожи, подкожной клетчатки (3666)
- 1 247 447 болезней костно-мышечной системы и соединительной ткани (2912)
- 1 756 091 болезнь мочеполовой системы (4100)
- 468 232 случая беременности, родов и послеродовой период (4473)
- 57 309 отдельных состояний, возникающих в перинатальном периоде (12 257[19])
- 47 791 врождённая аномалия, деформаций и хромосомных нарушений (112)
- 1 722 901 травма, отравление, некоторые другие последствия действий внешних причин (4023)
- 32 846 других нарушений (77)

Общее число на учёте на 1 января 2015 года (в скобках — на 100 000 жителей):
- больных злокачественными опухолями — 954 126 человек (2228)
- ВИЧ-инфицированных — 138 107 человек (322), в том числе 9858 детей до 17 лет включительно
- больных активным туберкулёзом — 38 705 человек (90)
- психически больных — 978 036 человек (2283)
- алкоголиков — 484 115 человек (1130, в том числе 67 373 женщины)
- наркоманов и токсикоманов — 62 200 человек (145, в том числе 9381 женщина)
- сифилитиков — 29 117 человек (68)

### Инфекционная заболеваемость
В 2014 году:
- 6 402 288 — грипп и острые инфекции верхних дыхательных путей
- 140 283 — ветряная оспа
- 86 297 — острые кишечные инфекции (в том числе 1181 шигеллёз)
- 13 463 — вирусный гепатит
- 11 558 — скарлатина
- 8412 — сальмонеллёзные инфекции
- 5217 — инфекционный мононуклеоз
- 2303 — корь (см. корь на Украине)
- 1439 — коклюш
- 1319 — краснуха
- 473 — лептоспироз
- 470 — эпидемический паротит
- 377 — вирусный менингит
- 349 — менингококковая инфекция
- 46 — малярия
- 9 — столбняк
- 7 — риккетсиозы
- 6 — клещевой вирусный энцефалит
- 4 — бешенство
- 4 — дифтерия
- 1 — брюшной тиф и паратифы
- 1 — туляремия
- 0 — сибирская язва, острый полиомиелит

Общее число впервые ВИЧ-инфицированных в разные годы:
- 1995 год — 1499 жителей (в том числе — 47 детей[20])
- 2000 год — 6307 жителей (в том числе 794 — детей)
- 2005 год — 13 786 жителей (в том числе 2604 — детей)
- 2010 год — 20 521 житель (в том числе 4131 — детей)
- 2014 год — 19 306 жителей (в том числе 3662 — детей)

### Факторы риска
- 98 % — количество жителей Украины, получающих улучшенное водоснабжение (2012 год, в мире — 89 %)
- 94 % — количество жителей Украины, пользующихся улучшенной канализацией (2012 год, в мире — 64 %)
- >5 % — количество жителей Украины, пользующихся твёрдым топливом (2013 год, в мире — 41 %)
- 20 % — количество детей до 6 месяцев, находящихся исключительно на грудном вскармливании (2007—2014 годы, в мире — 36 %)
- 23 % — количество женщин Украины от 15 до 49 лет с анемиями (2011 год, в мире — 29 %)
- 8,3 % и 7,7 % — количество мужчин и женщин Украины старше 18 лет с повышенным содержанием глюкозы в крови (2014 год, в мире 9,8 % и 8,6 % соответственно)
- 33,4 % и 25,2 % — количество мужчин и женщин Украины старше 18 лет с повышенным артериальным давлением (2014 год, в мире 24,0 % и 20,5 %% соответственно)
- 17,1 % и 22,6 % — количество мужчин и женщин Украины старше 18 лет с ожирением (2014 год, в мире 10,7 % и 15,2 % соответственно)
- 51,4 % и 14,4 % — количество курящих мужчин и женщин Украины старше 15 лет (2012 год, в мире 36,1 % и 6,8 %% соответственно)
- 22,6 % и 15,7 % — количество курящих подростков-мальчиков и девочек Украины в возрасте 13-15 лет (2007—2014 годы, в мире 18,2 % и 8,3 % соответственно)
- 46 % и 48 % — количество мужчин и женщин Украины в возрасте от 15 до 49 лет, пользующихся презервативами во время небезопасного секса (2007—2013 годы)
- 43 % и 45 % — количество мужчин и женщин Украины в возрасте от 15 до 24 лет, имеющих правильные знания о ВИЧ/СПИД (2007—2013 годы)
- 13,9 литров — среднее потребление чистого алкоголя в год на 1 жителя Украины (2010 год, в мире — 6,2 литра)

Общее число абортов в разные годы (см. аборты на Украине):
- 1995 год — 740 172
- 2000 год — 434 223
- 2005 год — 263 590
- 2010 год — 176 774
- 2014 год — 116 104

### Рождаемость и смертность
В 2014 году:
- 465 882 родилось живыми (10,8 на 1000 наличного населения)
- 632 296 умерло (14,7 на 1000 наличного населения)
- −166 414 природное сокращение (-3,9 на 1000 наличного населения)
- 2820 родилось мёртвыми
- 3656 умерло до 1 года, в том числе от:
  - 1958 — отдельных состояний, возникающих в перинатальном периоде
  - 832 — врождённых пороков развития, деформаций и хромосомных аномалий
  - 220 — внешних причин смерти
  - 128 — болезней нервной системы
  - 112 — болезней органов дыхания
  - 100 — некоторых инфекционных и паразитарных болезней
- 7,8 на 1000 рождённых живыми — коэффициент смертности детей в возраст 1 года (2014, средняя на Земле — 20,0)
- 23,5 на 100 000 рождённых живыми — коэффициент материнской смертности (средняя на Земле — 220)

Среди причин смерти в 2014 году на 100 000 жителей:
- 1472,9 — от всех причин
- 991,4 — от болезней органов кровообращения
  - 735,1 — от ишемической болезни сердца (включая, инфаркт, 2008)
  - 229,9 — от цереброваскулярных заболеваний (включая, инсульт, 2008)
  - 15,5 — от воспалительных болезней сердца (2008)
  - 3,3 — от ревматического поражения сердца (2008)
  - 1,4 — от гипертонической болезни (2008)
- 195,4 — от новообразований
  - 31,6 — от рака лёгких, трахеи и бронхов (2008)
  - 28,9 — от рака толстой и прямой кишки (2008)
  - 23,2 — от рака желудка (2008)
  - 18,6 — от рака молочной железы (2008)
  - 9,3 — от рака поджелудочной железы (2008)
  - 8,0 — от рака ротовой полости и глотки (2008)
  - 7,9 — от рака предстательной железы (2008)
  - 5,8 — от лейкемии (2008)
  - 5,8 — от рака мочевого пузыря (2008)
  - 5,2 — от рака яичников (2008)
  - 5,0 — от рака тела матки (2008)
  - 4,6 — от рака шейки матки (2008)
  - 3,6 — от рака пищевода (2008)
  - 3,5 — от рака печени (2008)
  - 2,6 — от меланомы и других раков кожи (2008)
  - 1,9 — от лимфом, множественных миелом (2008)
  - 1,9 — от других новообразований (2008)
- 93,5 — от внешних причин смерти
  - 24,6 — от непреднамеренных отравлений, в том числе алкоголем (2008)
  - 20,5 — от дорожно-транспортных происшествий (2008)
  - 20,2 — от суицидов (см. самоубийства на Украине) (2008)
  - 8,1 — от насилия (2008)
  - 7,6 — от падений (2008)
  - 7,5 — от утоплений (2008)
  - 5,6 — от пожаров (2008)
- 58,8 — от болезней пищеварения
  - 51,6 — от цирроза печени (2008)
  - 3,6 — от пептических язв (2008)
  - 0,5 — от аппендицита (2008)
- 34,5 — от болезней органов дыхания
  - 27,9 — от ХОЗЛ (2008)
  - 4,1 — от бронхиальной астмы (2008)
- 25,6 — от некоторых инфекционных и паразитарных болезней
  - 52,4 — от ВИЧ/СПИД (2008, средняя на Земле — 22)
  - 26,8 — от туберкулёза (среди ВИЧ-негативных) (2008, средняя на Земле — 16)
  - 3,9 — от гриппа и ОРЗ (2008)
  - 1,1 — от менингита (2008)
  - 0,2 — от кишечных инфекций, сопровождающихся диареей (2008)
  - 0,2 — от вирусного гепатита В (2008)
  - 0,1 — от вирусного гепатита С (2008)
- 13,7 — от болезней нервной системы
- 6,3 — от болезней мочеполовой системы
  - 1,8 — от нефритов и нефрозов (2008)
  - 0,6 — от ДГПЖ (2008)
- 5,2 — от эндокринных болезней, расстройств пищеварения и обмена веществ
  - 5,3 — от сахарного диабета (2008)
  - 0,3 — от железодефицитной анемии (2008)
- 4,6 — от отдельных состояний, возникающих в перинатальном периоде
- 3,5 — от врождённых пороков развития, деформаций и хромосомных аномалий
- 33,5 — от неуточнённых неизвестных причин смерти

### Индикаторы человеческого развития
В результате работы системы здравоохранения Украины государство расположено в середине перечней стран по человеческому развитию общества. Большая часть индикаторов приведена по 2013 году:
- 0,747 — индекс человеческого развития (2014)[24]
- 71,37 лет — средняя ожидаемая продолжительность жизни при рождении (2014 год, средняя на Земле — 71 год)[21]
  - 76,37 лет — женщины (2014 год, средняя на Земле — 73 года)
  - 66,25 лет — мужчины (2014 год, средняя на Земле — 68 лет)
- 63 года — средняя продолжительность здоровой жизни при рождении (средняя на Земле — 62 года)[22]
- 3,6 % — расходы сведенного бюджета здравоохранения к ВВП страны (2014)
- 10,9 % — расходы сведенного бюджета здравоохранения к общей сумме расходов (2014)
- 230 жит. — количество населения на 1 врача (2014)

### В других странах
- Всемирная организация здравоохранения
- Deloitte Touche Tohmatsu
- Медицина в Азербайджане
- Здравоохранение в Армении
- Здравоохранение в Белоруссии
- Медицина в Германии
- Здравоохранение в Израиле
- Медицина в Казахстане
- Медицина в Швеции
- Здравоохранение в России
- Медицина в Эфиопии
- Здравоохранение в Японии

## Комментарии
1. ↑  Откат состоит в том, что должностное лицо при выборе поставщика товаров или услуг выбирает определенное предложение, и за это получает от поставщика вознаграждение в виде фиксированной суммы или процента суммы сделки[15].
2. ↑  Без зубных врачей.